# Nicole Ameline
Nicole Ameline (ur. 4 lipca 1952 w Saint-Vaast-en-Auge) – francuska polityk, była minister ds. równouprawnienia, parlamentarzystka.

## Życiorys
Z wykształcenia prawniczka, doktoryzowała się w zakresie prawa ochrony środowiska.
Zaangażowała się w działalność polityczną u boku Michela d’Ornano. Pracowała w administracji rządowej, była też jego zastępczynią poselską. Po jego śmierci w 1991 objęła mandat posłanki do Zgromadzenia Narodowego, skutecznie kandydując w kolejnych wyborach w 1997 i 2002 w jednym z okręgów departamentu Calvados. Od 1998 do 2010 wchodziła w skład rady regionalnej Dolnej Normandii, do 2004 była jej wiceprzewodniczącą. Należała przez lata do Unii na rzecz Demokracji Francuskiej, w 2002 dołączyła do Unii na rzecz Ruchu Ludowego.
W 1995 krótko zajmowała stanowisko sekretarza stanu w pierwszym rządzie Alaina Juppé. W latach 2002–2004 była wiceministrem (ministrem delegowanym) ds. parytetów i równouprawnienia. W trzecim rządzie Jean-Pierre’a Raffarina urząd ten podniesiono do rangi ministerstwa. W radzie ministrów Nicole Ameline zasiadała do 2005. Była później wiceprzewodniczącą krajowej komisji konsultacyjnej ds. praw człowieka (Commission nationale consultative des droits de l'homme). W 2007 powróciła do pracy w parlamencie, po raz kolejny uzyskując wówczas mandat deputowanej. Utrzymała go także w wyborach w 2012. W 2008 powołana w skład Komitetu ds. Likwidacji Dyskryminacji Kobiet.